# ジャン＝フランソワ・ポルテール
ジャン＝フランソワ・ポルテール（Jean-François Portaels または Jan Portaels、1818年4月3日 -  1895年2月8日）はベルギーの画家である。「オリエンタリズム」の画家の一人であり、ブリュッセル王立美術アカデミーなどで教えた。

## 略歴
フラームス＝ブラバント州のフィルフォールデで裕福な醸造業者で市長も務めた人物の息子に生まれた。1836年にブリュッセル王立美術アカデミーに入学し、フランソワ＝ジョセフ・ナヴェス(Francois-Joseph Naves)に学んだ。ナヴェスはフランスの新古典主義の画家、ジャック＝ルイ・ダヴィッドに学んだ人物である。同じ時期にアカデミーで学んでいた画家にはシャルル・ド・グルー(Charles de Groux: 1825-1870)やジョゼフ・スタラールト(Joseph Stallaert:1825-1903)がいた。1841年頃パリに修行に出て、エコール・デ・ボザールで学び、ルーブル博物館で巨匠の作品に学び、パリの展覧会で美術の新しい潮流から自らの絵画の着想を得ようとした。当時流行を始めた「オリエンタリズム」絵画がボルテールに影響を与えた。エコール・デ・ボザールでは歴史画家のポール・ドラローシュに学んだ。一年ほどでベルギーに戻り1842年にフランスのローマ賞を真似て創設されたベルギーのローマ賞を受賞し、留学奨学金を得た。
イタリアのヴェネツィア、フィレンツェ、ローマに滞在した後、引き続きモロッコ、アルジェリア、エジプト、レバノン、ユダヤ、スペイン、ハンガリーとノルウェーを旅した。ハンガリーでは、マジャール人とロマーニ人の風貌を研究し、エジプトではエジプト総督といった有力な人物の肖像画を描いた。
1847年にベルギーに戻り、ヘントの美術学校の校長に任じられ、3年間校長を務めた。1849年にかつての恩師、ナヴェスの娘と結婚し、ブリュッセルに住んだ。1851年にレオポルド勲章を受勲し、1855年にベルギー王立科学・文学・美術アカデミー( Académie royale des sciences, des lettres et des beaux-arts de Belgique)の会員に選ばれた。
妻が亡くなった後、ナヴェスと同居し、 1858年にナヴェスのスタジオを引き継いで、次世代のベルギー人画家たちの指導を行った。1863年にブリュッセル王立美術アカデミーのデッサンおよび絵画コースで教え始めた。教会や宮殿の装飾画も描き。有力な人物の肖像画も描き、王族の美術指導や美術品収集の助言も行った。
1870年から再びモロッコなどに旅した後、1874年にブリュッセルに戻った。1878年にブリュッセル王立美術アカデミーの校長に任じられた。1881年に上位のレオポルド勲章（コマンドール）を受勲した。
ポルテールが教えた学生にはエミール・ワウタース(Emile Wauters)、 テオ・ファン・レイセルベルヘ(Théo van Rysselberghe)らがいる。

## 作品

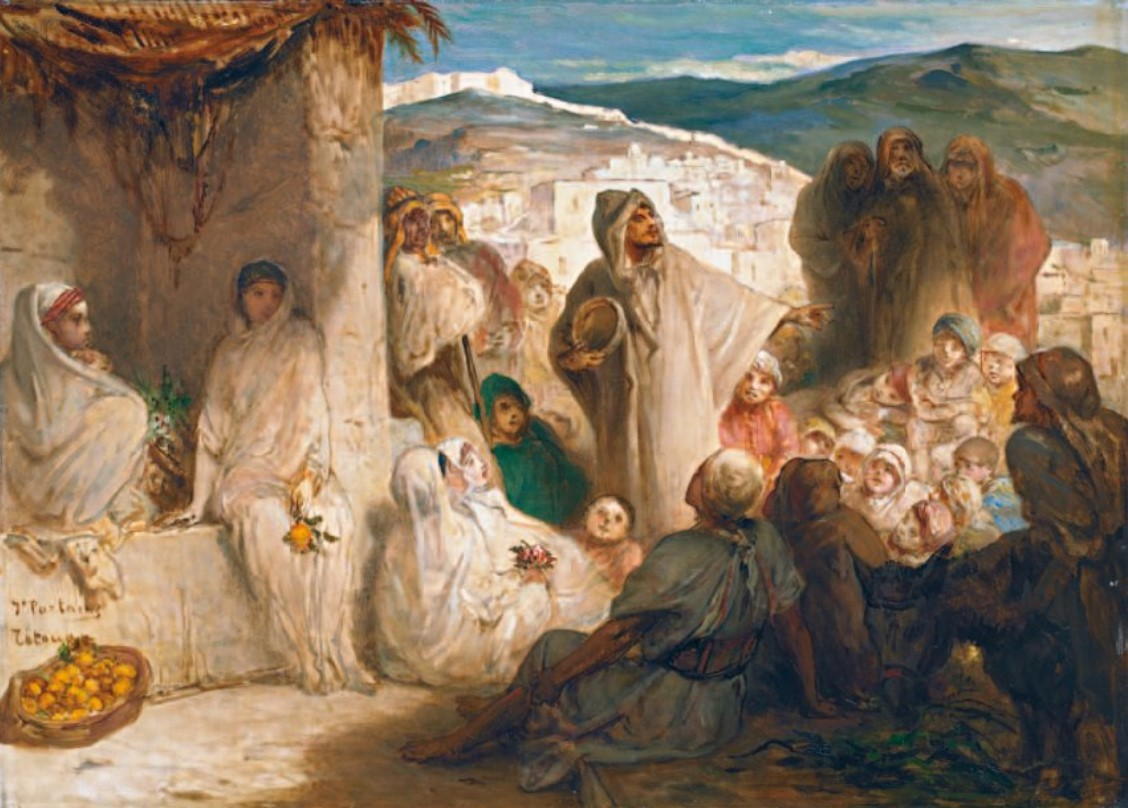
「テトゥアンの語り手」
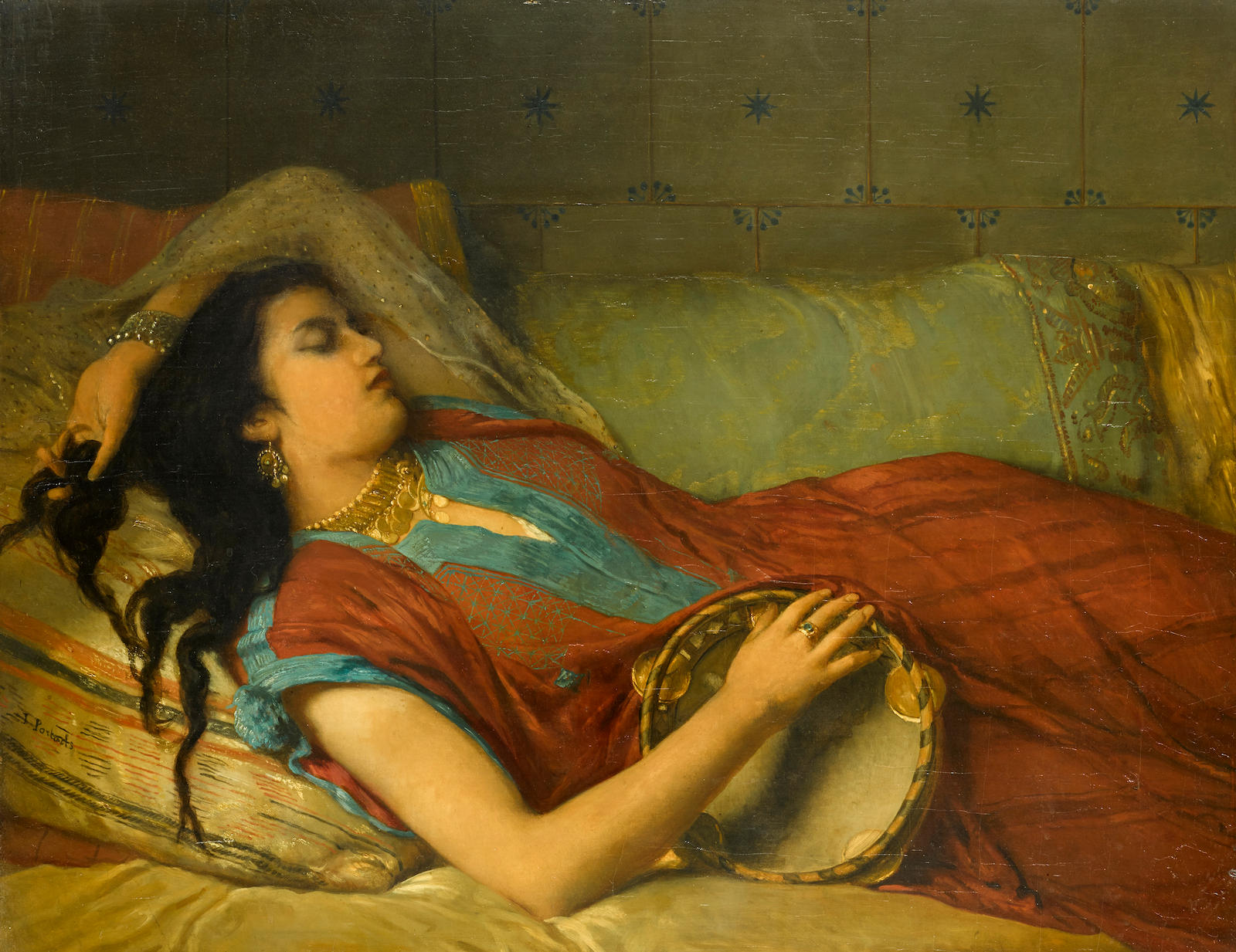
「休息する踊り子」
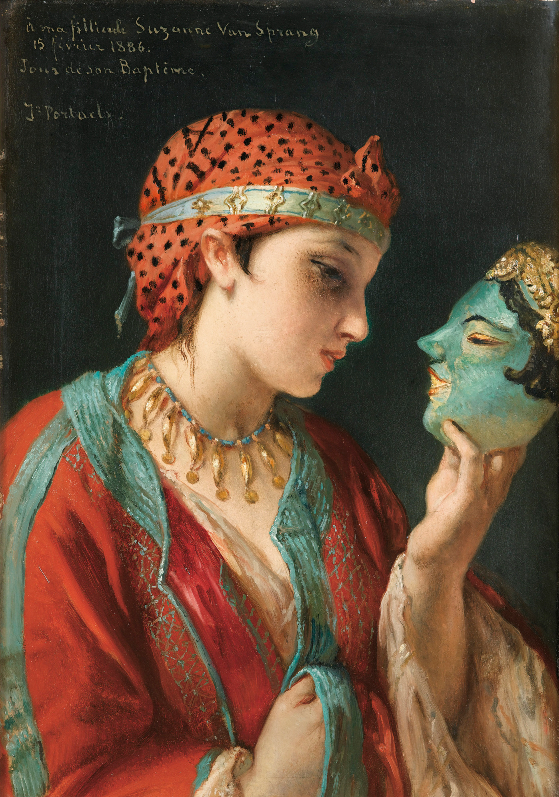
「マスクを持った娘」
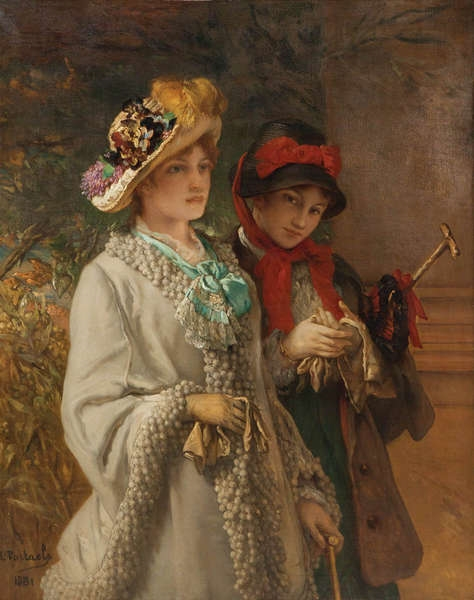
「家庭教師と少女」
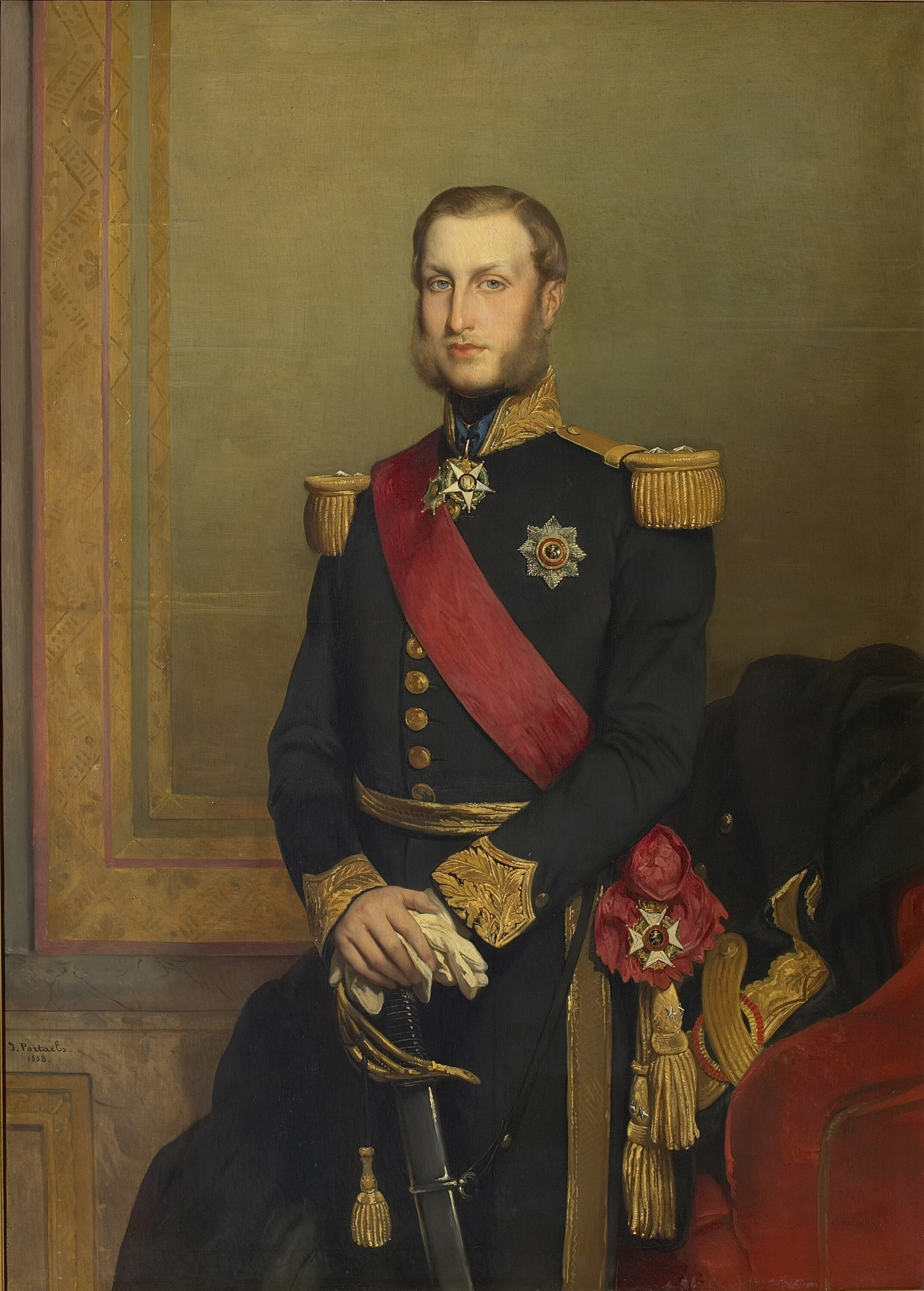
フランドル伯
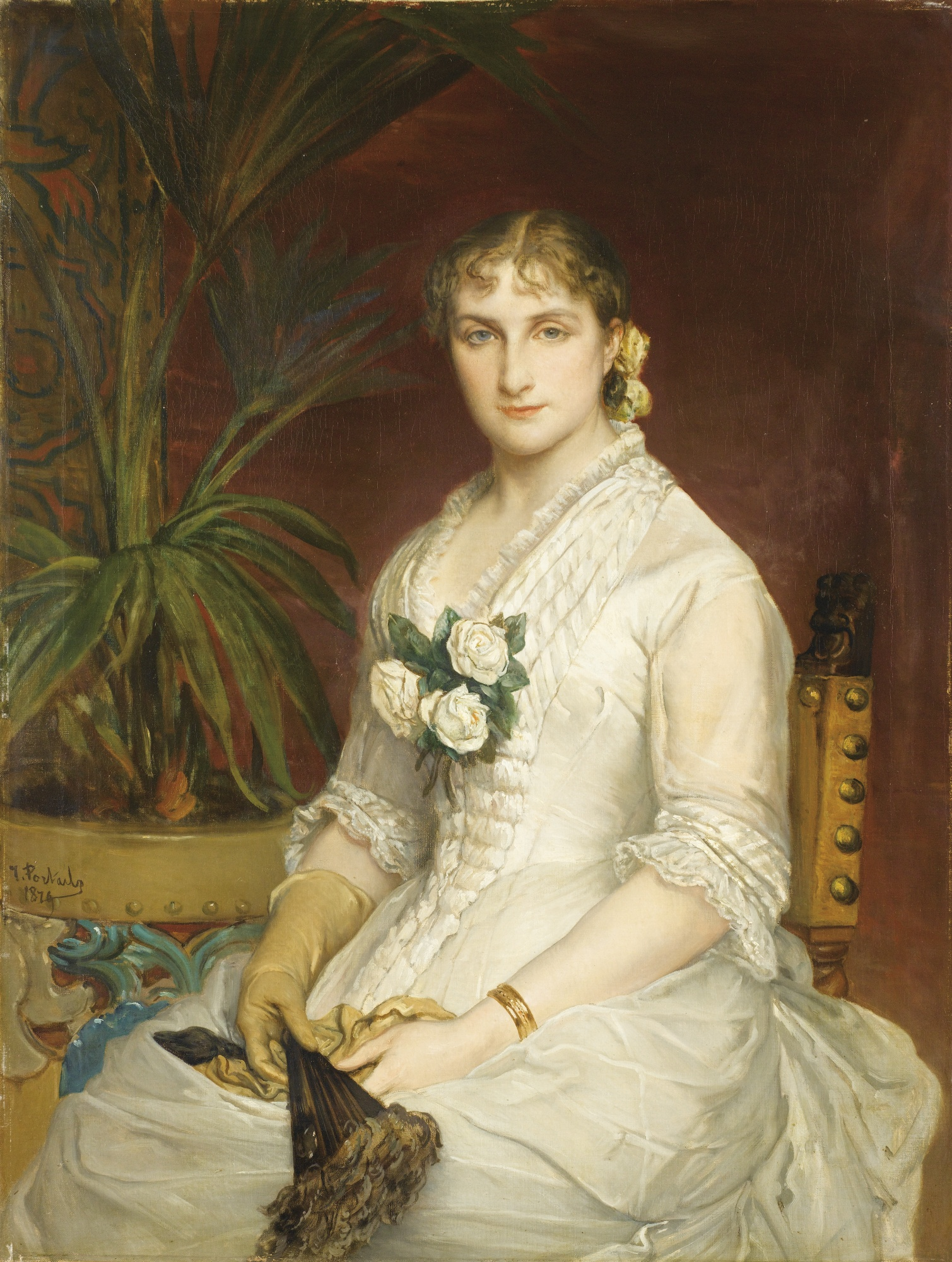
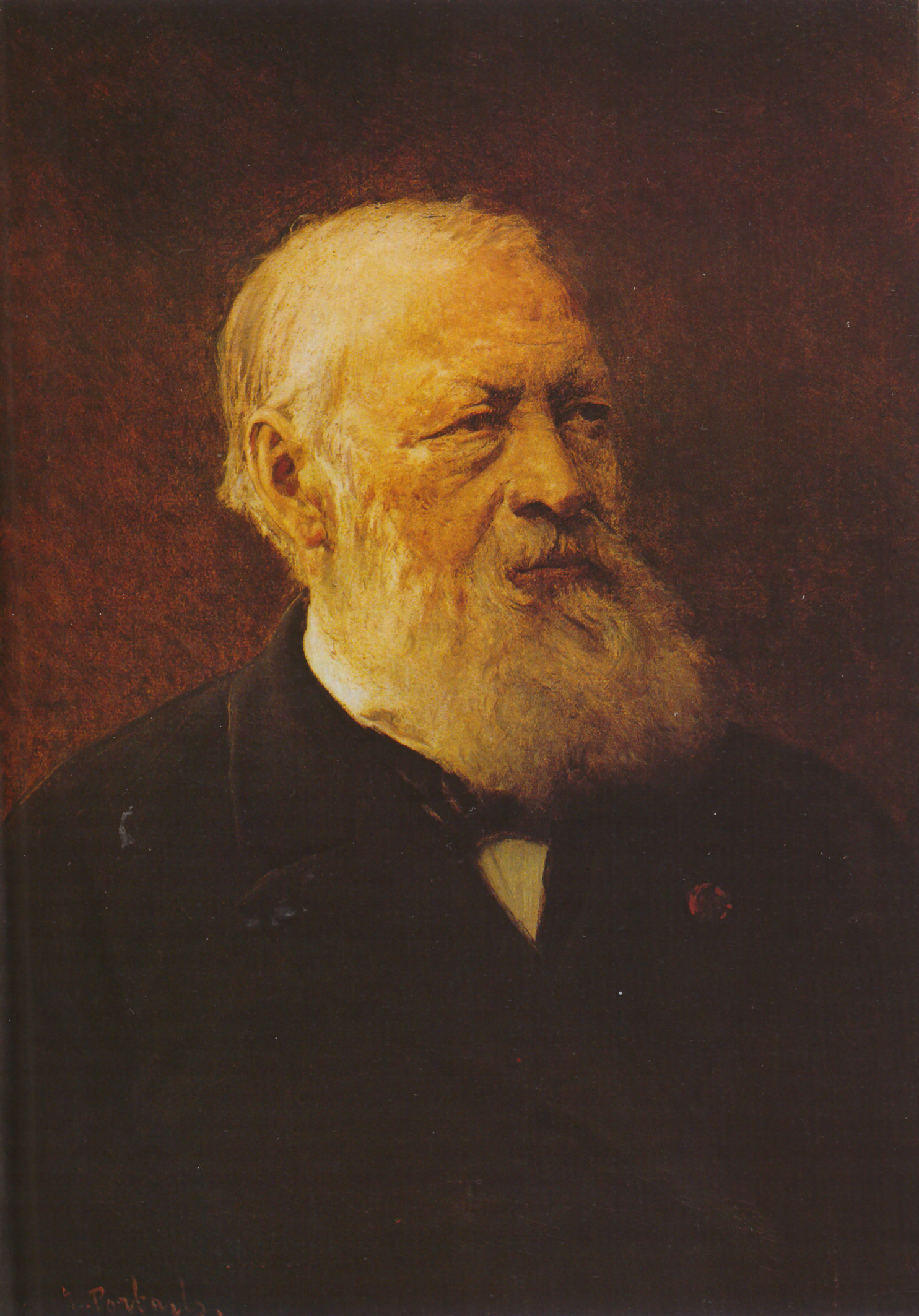
ヘンドリック・コンシャンス(作家)
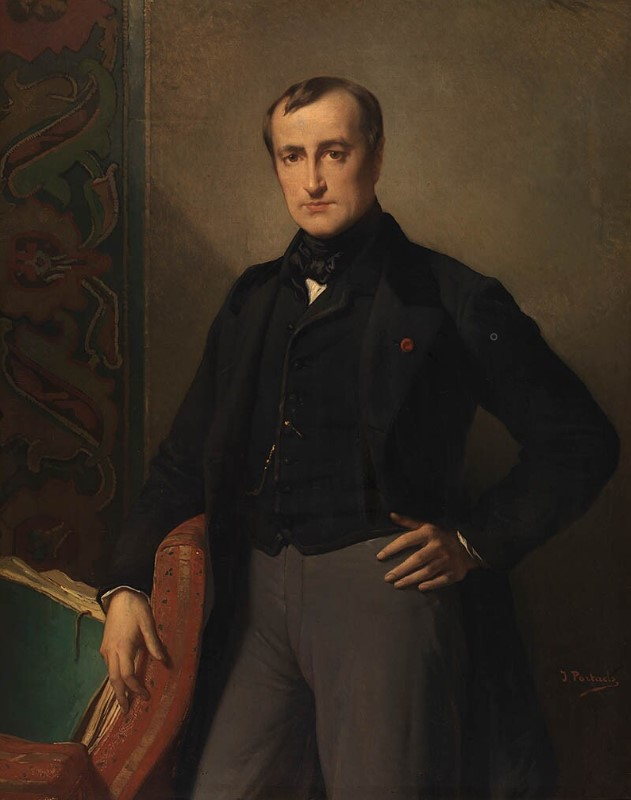
ポール・ドラローシュ(画家)

## ポルテールの教えた学生
- ダーフィット・オイエンス(1842-1902)
- グザヴィエ・メルリ (1845-1921)
- エミール・ワウタース (1846-1933)
- イジドール・ヴェルヘイデン（1846-1905）
- ジャン・デルヴァン（1853-1922）
- ギヨーム・ヴァン・ストリドンク (1861-1937)
- テオ・ファン・レイセルベルヘ (1862-1926)
- フランツ・シャルレ (1862-1928)
- エミール・ファブリ (1865-1966)
- マリー・アントワネット・マルコット（1867-1929）